# Список Героев Советского Союза (Меляков — Миронов)
В настоящем списке представлены в алфавитном порядке все Герои Советского Союза, чьи фамилии начинаются с буквы «М» (всего 943 человека, из них девять удостоены звания дважды). Список содержит даты Указов Президиума Верховного Совета СССР о присвоении звания, информацию о роде войск, должности и воинском звании Героев на дату представления к присвоению звания Героя Советского Союза, годах их жизни.
Ударения в фамилиях Героев приведены по книге «Герои Советского Союза: Краткий биографический словарь / Пред. ред. коллегии И. Н. Шкадов. — М.: Воениздат, 1988. — Т. 2 /Любов — Ящук/. — 863 с. — 100 000 экз. — ISBN 5-203-00536-2.».
- Персиковым цветом  в таблице выделены Герои, удостоенные звания дважды и более раз.
- Серым цветом  в таблице выделены Герои, представленные к званию посмертно.

| Навигационная таблица | Навигационная таблица              |
| --------------------- | ---------------------------------- |
| «М»                   | Магерамов Мелик — Малка Иван       |
| «М»                   | Малков Георгий — Марков Александр  |
| «М»                   | Марков Алексей — Матросов Алексей  |
| «М»                   | Матросов Вадим — Мельнов Иван      |
| «М»                   | Меляков Василий — Миронов Леонид   |
| «М»                   | Миронов Михаил — Могильчак Иван    |
| «М»                   | Модин Борис — Москалёв Николай     |
| «М»                   | Москаленко Георгий — Мячин Василий |

| № п/п | Фамилия Имя Отчество | Дата Указа | Род войск    | Должность | Звание                                 | Годы жизни                     | БС ГС НЛ                        |
| ----- | --- | ---------- | ------------ | --- | -------------------------------------- | ------------------------------ | ------------------------------- |
| 466   | Меляко́в Василий Игнатьевич (Миляков Василий Игнатьевич)                                                                                    | 22.02.1944 | артиллерия   | командир миномётного расчёта 273-го гвардейского стрелкового полка 89-й гвардейской стрелковой дивизии 37-й армии Степного фронта | гвардии старший сержант                | 27.12.1923 — 26.03.1988        | [ БС 1 ] [ ГС 1 ] [ НЛ 1 ]      |
| 467   | Мени́цкий Валерий Евгеньевич | 02.02.1982 | авиация      | лётчик-испытатель ОКБ имени А. И. Микояна | старший лейтенант                      | 08.02.1944 — 15.01.2008        | ——                              |
| 468   | Меншу́н Григорий Иванович укр. Меншун Григорій Іванович                                                                                     | 15.01.1944 | пехота       | командир батальона 467-го стрелкового полка 81-й стрелковой дивизии 61-й армии Центрального фронта | старший лейтенант                      | 20.02.1912 — 11.01.1980        | [ БС 2 ] [ ГС 3 ] [ НЛ 2 ]      |
| 469   | Меншу́тин Евгений Петрович | 27.06.1945 | авиация      | командир звена 152-го гвардейского истребительного авиационного полка 12-й гвардейской истребительной авиационной дивизии 1-го гвардейского штурмового авиационного корпуса 2-й воздушной армии 1-го Украинского фронта                                                                       | гвардии лейтенант                      | 18.11.1922 — 05.01.1978        | [ БС 2 ] [ ГС 4 ] [ НЛ 3 ]      |
| 470   | Ме́ньшиков Александр Владимирович | 31.05.1945 | пехота       | командир взвода моторизированного батальона автоматчиков 44-й гвардейской танковой бригады 1-го гвардейского танкового корпуса 1-й гвардейской танковой армии 1-го Белорусского фронта | гвардии лейтенант                      | 15.10.1918 — 01.03.1945        | [ БС 3 ] [ ГС 5 ] [ НЛ 4 ]      |
| 471   | Ме́ньшиков Анатолий Андреевич | 29.06.1945 | пехота       | командир 562-го стрелкового полка 165-й стрелковой дивизии 70-й армии 2-го Белорусского фронта | подполковник                           | 01.04.1911 — 20.04.1945        | [ БС 4 ] [ ГС 6 ] [ НЛ 5 ]      |
| 472   | Ме́ньшиков Леонид Емельянович | 17.11.1943 | артиллерия   | командир взвода 82-мм миномётов 69-й механизированной бригады 9-го механизированного корпуса 3-й гвардейской танковой армии Воронежского фронта | лейтенант                              | 20.02.1916 — 05.08.2004        | [ БС 4 ] [ ГС 7 ] [ НЛ 6 ]      |
| 473   | Ме́ньшиков Пётр Михайлович | 15.01.1944 | кавалерия    | помощник командира взвода 58-го гвардейского кавалерийского полка 16-й гвардейской кавалерийской дивизии 7-го гвардейского кавалерийского корпуса 61-й армии Центрального фронта | гвардии старший сержант                | 1918 — 21.02.1970              | [ БС 4 ] [ ГС 8 ] [ НЛ 7 ]      |
| 474   | Меньщико́в Афанасий Емельянович | 30.10.1943 | пехота       | командир роты 685-го стрелкового полка 193-й стрелковой дивизии 65-й армии Центрального фронта | лейтенант                              | 29.01.1913 — 31.05.1986        | [ БС 4 ] [ ГС 9 ] [ НЛ 8 ]      |
| 475   | Мерга́сов Владимир Вадимович | 27.06.1945 | артиллерия   | начальник разведки 191-й гаубичной артиллерийской бригады 31-й артиллерийской дивизии 10-го артиллерийского корпуса прорыва РГК в составе 1-го Украинского фронта | старший лейтенант                      | 21.08.1920 — 14.08.2002        | [ БС 4 ] [ ГС 10 ] [ НЛ 9 ]     |
| 476   | Меренко́в Виктор Алексеевич | 23.02.1945 | авиация      | заместитель командира и штурман эскадрильи 897-го истребительного авиационного полка 288-й истребительной авиационной дивизии 17-й воздушной армии 3-го Украинского фронта | старший лейтенант                      | 19.09.1923 — 15.05.1975        | [ БС 4 ] [ ГС 11 ] [ НЛ 10 ]    |
| 477   | Меренко́в Пётр Иванович | 19.04.1945 | инженер      | командир взвода 175-го отдельного сапёрного батальона 126-й стрелковой дивизии 43-й армии 3-го Белорусского фронта | старшина                               | 20.06.1914 — 28.09.1985        | [ БС 4 ] [ ГС 12 ] [ НЛ 11 ]    |
| 478   | Мереня́шев Андрей Иванович | 10.01.1945 | пехота       | командир пулемётной роты 615-го стрелкового полка 167-й стрелковой дивизии 38-й армии Воронежского фронта | капитан                                | 17.10.1919 — 25.01.1944        | [ БС 5 ] [ ГС 13 ] [ НЛ 12 ]    |
| 479   | Мерецко́в Кирилл Афанасьевич | 21.03.1940 | генерал      | командующий войсками 7-й армии Северо-Западного фронта | командарм 2-го ранга                   | 07.06.1897 — 30.12.1968        | ——                              |
| 480   | Мерешко́ Лука Степанович укр. Мерешко Лука Степанович                                                                                       | 24.03.1945 | артиллерия   | командир батареи 1354-го зенитно-артиллерийского полка 27-й зенитной дивизии РГК в составе 53-й армии 2-го Украинского фронта | старший лейтенант                      | 18.11.1914 — 14.07.1972        | [ БС 6 ] [ ГС 15 ] [ НЛ 13 ]    |
| 481   | Мерзля́к Иван Дмитриевич укр. Мерзляк Іван Дмитрович                                                                                        | 19.06.1943 | танкист      | командир 322-го танкового батальона 115-й танковой бригады 6-й армии Юго-Западного фронта | лейтенант                              | 1915 — 09.03.1943              | [ БС 6 ] [ ГС 16 ] [ НЛ 14 ]    |
| 482   | Мери́ Арнольд Константинович эст. Meri Arnold                                                                                               | 15.08.1941 | комиссар     | заместитель политрука радиороты 415-го отдельного батальона связи 22-го стрелкового корпуса 11-й армии Северо-Западного фронта | заместитель политрука                  | 01.07.1919 — 27.03.2009        | [ БС 6 ] [ ГС 17 ] [ НЛ 15 ]    |
| 483   | Меркадер Рамон (Лопес Рамон Иванович) исп. Mercader del Río Jaume Ramon                                                                    | 31.05.1960 | нквд         | агент 5-го отдела Главного управления государственной безопасности НКВД СССР, участник операции «Утка» | —                                      | 07.02.1913 — 18.10.1978        | ——                              |
| 484   | Мерквила́дзе Гарри Александрович груз. მერკვილაძე გარი                                                                                      | 27.06.1945 | авиация      | заместитель командира и штурман эскадрильи 152-го гвардейского истребительного авиационного полка 12-й гвардейской истребительной авиационной дивизии 1-го гвардейского штурмового авиационного корпуса 2-й воздушной армии 1-го Украинского фронта                                           | гвардии старший лейтенант              | 17.02.1923 — 02.04.1971        | [ БС 6 ] [ ГС 19 ] [ НЛ 16 ]    |
| 485   | Мерквила́дзе Давид Сергеевич груз. მერკვილაძე დავით                                                                                         | 28.04.1945 | пехота       | командир отделения разведки 581-го стрелкового полка 151-й стрелковой дивизии 7-й гвардейской армии 2-го Украинского фронта | сержант                                | 02.05.1919 — 17.07.1966        | [ БС 6 ] [ ГС 20 ] [ НЛ 17 ]    |
| 486   | Мерку́лов Владимир Иванович | 26.10.1944 | авиация      | командир звена 43-го истребительного авиационного полка 278-й истребительной авиационной дивизии 3-го истребительного авиационного корпуса 8-й воздушной армии 4-го Украинского фронта | лейтенант                              | 28.12.1922 — 26.11.2003        | [ БС 8 ] [ ГС 21 ] [ НЛ 18 ]    |
| 487   | Мерку́лов Георгий Владимирович | 31.05.1945 | артиллерия   | командир 393-го гвардейского самоходного артиллерийского полка 12-го гвардейского танкового корпуса 2-й гвардейской танковой армии 1-го Белорусского фронта | гвардии подполковник                   | 15.05.1908 — 30.06.1963        | [ БС 9 ] [ ГС 22 ] [ НЛ 19 ]    |
| 488   | Мерку́лов Иван Данилович | 15.05.1946 | пехота       | наводчик станкового пулемёта 312-го стрелкового полка 26-й стрелковой дивизии 22-й армии 2-го Прибалтийского фронта | младший сержант                        | 08.02.1924 — 20.02.1944        | [ БС 9 ] [ ГС 23 ] [ НЛ 20 ]    |
| 489   | Мерку́лов Иван Петрович | 19.04.1944 | пехота       | снайпер 610-го стрелкового полка 203-й стрелковой дивизии 12-й армии 3-го Украинского фронта | старший сержант                        | 12.08.1900 — 12.04.1987        | [ БС 9 ] [ ГС 24 ] [ НЛ 21 ]    |
| 490   | Мерку́лов Матвей Кузьмич | 29.06.1945 | пехота       | командир батальона 676-го стрелкового полка 15-й стрелковой дивизии 65-й армии 2-го Белорусского фронта | майор                                  | 15.08.1918 — 02.04.2000        | [ БС 9 ] [ ГС 25 ] [ НЛ 22 ]    |
| 491   | Мерку́лов Серафим Петрович | 23.10.1943 | генерал      | командир 47-го стрелкового корпуса 40-й армии Воронежского фронта | генерал-майор                          | 10.08.1903 — 21.06.1966        | [ БС 9 ] [ ГС 26 ] [ НЛ 23 ]    |
| 492   | Мерку́рьев Валериан Антонович | 18.11.1944 | артиллерия   | командующий артиллерией 399-й стрелковой дивизии 48-й армии 1-го Белорусского фронта | полковник                              | 21.01.1907 — 13.05.1969        | [ БС 9 ] [ ГС 27 ] [ НЛ 24 ]    |
| 493   | Мерку́рьев Николай Иванович | 31.05.1945 | пехота       | командир роты 691-го стрелкового полка 383-й стрелковой дивизии 33-й армии 1-го Белорусского фронта | лейтенант                              | 06.12.1920 — 04.04.1981        | [ БС 10 ] [ ГС 28 ] [ НЛ 25 ]   |
| 494   | Ме́ркушев Александр Максимович | 24.03.1945 | пехота       | командир роты 457-го стрелкового полка 129-й стрелковой дивизии 3-й армии 1-го Белорусского фронта | старший лейтенант                      | 14.11.1918 — 01.05.1991        | [ БС 11 ] [ ГС 29 ] [ НЛ 26 ]   |
| 495   | Ме́ркушев Василий Афанасьевич | 02.09.1943 | авиация      | командир 270-го истребительного авиационного полка 203-й истребительной авиационной дивизии 1-го штурмового авиационного корпуса 5-й воздушной армии Степного фронта | майор                                  | 25.04.1910 — 20.08.1974        | [ БС 11 ] [ ГС 30 ] [ НЛ 27 ]   |
| 496   | Ме́ркушев Иван Иванович | 31.05.1945 | артиллерия   | временно исполняющий должность командира дивизиона 106-го миномётного полка 1-й миномётная бригады 5-й артиллерийской дивизии 4-го артиллерийского корпуса прорыва РГК в составе 3-й ударной армии 1-го Белорусского фронта                                                                   | старший лейтенант                      | 23.07.1923 — 26.11.1999        | [ БС 11 ] [ ГС 31 ] [ НЛ 28 ]   |
| 497   | Мерча́нский Василий Петрович | 10.04.1945 | артиллерия   | командир орудия 134-го артиллерийского полка 172-й стрелковой дивизии 13-й армии 1-го Украинского фронта | старший сержант                        | 09.05.1924 — 06.06.1996        | [ БС 11 ] [ ГС 32 ] [ НЛ 29 ]   |
| 498   | Мете́лев Василий Петрович | 10.01.1944 | танкист      | начальник штаба 56-й гвардейской танковой бригады 7-го гвардейского танкового корпуса 3-й гвардейской танковой армии 1-го Украинского фронта | гвардии майор                          | 26.12.1913 — 16.06.2012        | [ БС 11 ] [ ГС 33 ] [ НЛ 30 ]   |
| 499   | Метя́шкин Аким Гаврилович | 30.10.1943 | пехота       | автоматчик 1281-го стрелкового полка 60-й стрелковой дивизии 65-й армии Центрального фронта | красноармеец                           | 24.06.1897 — 05.04.1944        | [ БС 11 ] [ ГС 34 ] [ НЛ 31 ]   |
| 500   | Механо́шин Кирилл Петрович | 31.05.1945 | пехота       | командир взвода 73-й гвардейской отдельной разведывательной роты 75-й гвардейской стрелковой дивизии 61-й армии 1-го Белорусского фронта | гвардии младший лейтенант              | 28.03.1915 — 11.05.1995        | [ БС 11 ] [ ГС 35 ] [ НЛ 32 ]   |
| 501   | Мехни́н Фёдор Михайлович | 13.09.1944 | танкист      | механик-водитель танка Т-34 50-й танковой бригады 3-го танкового корпуса 2-й танковой армии 2-го Украинского фронта | старшина                               | 1923 — 05.03.1944              | [ БС 12 ] [ ГС 36 ] [ НЛ 33 ]   |
| 502   | Мешако́в Илья Григорьевич чув. Мешаков Илья Григорьевич                                                                                     | 03.06.1944 | пехота       | автоматчик роты автоматчиков 1292-го стрелкового полка 113-й стрелковой дивизии 57-й армии 3-го Украинского фронта | красноармеец                           | 10.08.1924 — 12.10.1971        | [ БС 13 ] [ ГС 37 ] [ НЛ 34 ]   |
| 503   | Мешко́в Василий Михайлович укр. Мєшков Василь Михайлович                                                                                    | 21.03.1940 | пехота       | командир батальона 85-го стрелкового полка 100-й стрелковой дивизии 7-й армии Северо-Западного фронта | старший лейтенант                      | 02.12.1908 — 23.08.1991        | [ БС 13 ] [ ГС 38 ] [ НЛ 35 ]   |
| 504   | Мешко́в Иван Андреевич | 10.01.1944 | пехота       | заместитель командира батальона 342-го стрелкового полка 136-й стрелковой дивизии 38-й армии Воронежского фронта | старший лейтенант                      | 03.09.1910 — 03.10.1943        | [ БС 13 ] [ ГС 39 ] [ НЛ 36 ]   |
| 505   | Мешко́в Иван Георгиевич | 24.03.1945 | комиссар     | комсорг батальона 109-го стрелкового полка 74-й стрелковой дивизии 57-й армии 3-го Украинского фронта | лейтенант                              | 25.11.1923 — 07.11.1944        | [ БС 13 ] [ ГС 40 ] [ НЛ 37 ]   |
| 506   | Мещеря́гин Михаил Николаевич | 24.03.1945 | артиллерия   | командир орудия 4-го гвардейского артиллерийского полка 1-й гвардейской воздушно-десантной дивизии 53-й армии 2-го Украинского фронта | гвардии старшина                       | 14.11.1914 — 11.10.1944        | [ БС 13 ] [ ГС 41 ] [ НЛ 38 ]   |
| 507   | Мещеряко́в Георгий Трофимович | 15.05.1946 | артиллерия   | командир дивизиона 137-го гвардейского артиллерийского полка 70-й гвардейской стрелковой дивизии 38-й армии 4-го Украинского фронта | гвардии майор                          | 09.04.1917 — 02.05.1945        | [ БС 14 ] [ ГС 42 ] [ НЛ 39 ]   |
| 508   | Мещеряко́в Иван Иванович | 05.05.1942 | авиация      | командир эскадрильи 5-го гвардейского авиационного полка ВВС Калининского фронта | гвардии капитан                        | 03.09.1908 — 08.02.1942        | [ БС 15 ] [ ГС 43 ] [ НЛ 40 ]   |
| 509   | Мещеряко́в Михаил Михайлович | 23.09.1944 | пехота       | командир 136-й стрелковой дивизии 3-й гвардейской армии 1-го Украинского фронта | полковник                              | 20.11.1896 — 13.05.1970        | [ БС 15 ] [ ГС 44 ] [ НЛ 41 ]   |
| 510   | Мещеряко́в Павел Матвеевич | 30.10.1943 | артиллерия   | командир взвода противотанковой обороны 43-го стрелкового полка 106-й стрелковой дивизии 65-й армии Центрального фронта | лейтенант                              | 13.12.1912 — 01.05.1989        | [ БС 15 ] [ ГС 45 ] [ НЛ 42 ]   |
| 511   | Мига́ль Андрей Иванович укр. Мигаль Андрій Іванович                                                                                         | 25.10.1943 | пехота       | командир роты 428-го горнострелкового полка 83-й горнострелковой дивизии 56-й армии Северо-Кавказского фронта | старший лейтенант                      | 02.07.1910 — 17.11.1963        | [ БС 15 ] [ ГС 46 ] [ НЛ 43 ]   |
| 512   | Мигуно́в Валерий Валентинович | 17.02.1984 | авиация      | начальник Управления Государственного Краснознамённого научно-испытательного института ВВС | полковник                              | род. 09.02.1936                | ——                              |
| 513   | Мигуно́в Василий Васильевич | 22.10.1941 | авиация      | лётчик 29-го истребительного авиационного полка 31-й смешанной авиационной дивизии Западного фронта | лейтенант                              | 19.02.1919 — 31.03.1942        | ——                              |
| 514   | Мизе́рный Нестер Данилович укр. Мізерний Нестор Данилович                                                                                   | 09.10.1943 | артиллерия   | командир 111-го гвардейского гаубичного артиллерийского полка РГК в составе 40-й армии Воронежского фронта | гвардии подполковник                   | 27.10.1902 — 18.07.1969        | [ БС 15 ] [ ГС 49 ] [ НЛ 44 ]   |
| 515   | Мизи́нов Михаил Петрович | 24.08.1943 | авиация      | командир звена 128-го пикирующего бомбардировочного авиационного полка 241-й бомбардировочной авиационной дивизии 3-го бомбардировочного авиационного корпуса 16-й воздушной армии Центрального фронта                                                                                        | старший лейтенант                      | 18.11.1918 — 22.10.1969        | [ БС 16 ] [ ГС 50 ] [ НЛ 45 ]   |
| 516   | Микаеля́н Гедеон Айрапетович арм. Միքայելյան Գեդեոն                                                                                         | 26.10.1943 | пехота       | командир 209-го гвардейского стрелкового полка 73-й гвардейской стрелковой дивизии 7-й гвардейской армии Степного фронта | гвардии подполковник                   | 01.08.1907 — 01.12.1985        | [ БС 17 ] [ ГС 51 ] [ НЛ 46 ]   |
| 517   | Микле́й Геннадий Валерьевич | 09.11.1941 | пехота       | командир 209-го горнострелкового полка 96-й горнострелковой дивизии 18-й армии Южного фронта | майор                                  | 25.10.1907 — 02.08.1941        | [ БС 17 ] [ ГС 52 ] [ НЛ 47 ]   |
| 518   | Микоя́н Степан Анастасович арм. Միկոյան Ստեփան                                                                                              | 03.04.1975 | генерал      | старший лётчик-испытатель 8-го Государственного научно-испытательного института ВВС имени В. П. Чкалова | генерал-майор авиации                  | 12.07.1922 — 24.03.2017        | ——                              |
| 519   | Микрюко́в Виталий Васильевич | 29.06.1945 | авиация      | заместитель командира и штурман эскадрильи 897-го истребительного авиационного полка 288-й истребительной авиационной дивизии 17-й воздушной армии 3-го Украинского фронта | капитан                                | 25.10.1923 — 04.04.1945        | [ БС 17 ] [ ГС 54 ] [ НЛ 48 ]   |
| 520   | Мику́цкий Борис Антонович | 22.02.1944 | артиллерия   | командир отделения разведки миномётной батареи 310-го гвардейского стрелкового полка 110-й гвардейской стрелковой дивизии 37-й армии Степного фронта | гвардии старший сержант                | 1914 — 06.05.1974              | [ БС 17 ] [ ГС 55 ] [ НЛ 49 ]   |
| 521   | Милаше́нков Сергей Васильевич | 27.06.1945 | авиация      | командир эскадрильи 109-го гвардейского штурмового авиационного полка 6-й гвардейской штурмовой авиационной дивизии 2-го гвардейского штурмового авиационного корпуса 2-й воздушной армии 1-го Украинского фронта                                                                             | гвардии старший лейтенант              | 15.09.1921 — 14.07.1944        | [ БС 17 ] [ ГС 56 ] [ НЛ 50 ]   |
| 522   | Мила́шин Константин Иванович | 27.06.1945 | артиллерия   | командир орудия 530-го армейского истребительно-противотанкового артиллерийского полка 28-й армии 1-го Украинского фронта | сержант                                | 25.06.1924 — 30.04.1945        | [ БС 17 ] [ ГС 57 ] [ НЛ 51 ]   |
| 523   | Миле́вский Максим Иванович укр. Мілевський Максим Іванович                                                                                  | 19.04.1945 | артиллерия   | командир орудия 12-го гвардейского отдельного истребительно-противотанкового дивизиона 3-й гвардейской стрелковой дивизии 2-й гвардейской армии 3-го Белорусского фронта | гвардии старший сержант                | 15.03.1923 — 30.08.2005        | [ БС 17 ] [ ГС 58 ] [ НЛ 52 ]   |
| 524   | Миле́нький Иван Андреевич укр. Миленький Іван Андрійович                                                                                    | 29.06.1945 | авиация      | старший воздушный стрелок 566-го штурмового авиационного полка 277-й штурмовой авиационной дивизии 1-й воздушной армии 3-го Белорусского фронта | старшина                               | 14.08.1922 — 19.04.1995        | [ БС 18 ] [ ГС 59 ] [ НЛ 53 ]   |
| 525   | Миле́цкий Вениамин Михайлович | 18.08.1945 | авиация      | штурман эскадрильи 373-го бомбардировочного авиационного полка 188-й бомбардировочной авиационной дивизии 15-й воздушной армии 2-го Прибалтийского фронта | капитан                                | 23.10.1918 — 10.01.1993        | [ БС 19 ] [ ГС 60 ] [ НЛ 54 ]   |
| 526   | Ми́ллер Пётр Климентьевич укр. Міллер Петро Климентович                                                                                     | 10.01.1944 | артиллерия   | командир расчёта противотанкового ружья 465-го стрелкового полка 167-й стрелковой дивизии 38-й армии Воронежского фронта | старший сержант                        | 10.08.1910 — 21.10.1987        | [ БС 19 ] [ ГС 61 ] [ НЛ 55 ]   |
| 527   | Ми́лов Павел Алексеевич | 24.03.1945 | пехота       | командир роты 1-го стрелкового полка 99-й стрелковой дивизии 46-й армии 2-го Украинского фронта | старший лейтенант                      | 14.02.1908 — 25.05.1994        | [ БС 19 ] [ ГС 62 ] [ НЛ 56 ]   |
| 528   | Милова́нов Алексей Михайлович | 01.07.1944 | авиация      | командир эскадрильи 193-го истребительного авиационного полка 302-й истребительной авиационной дивизии 4-го истребительного авиационного корпуса 5-й воздушной армии 2-го Украинского фронта                                                                                                  | капитан                                | 23.03.1913 — 06.03.1944        | [ БС 19 ] [ ГС 63 ] [ НЛ 57 ]   |
| 529   | Милова́нов Андрей Алексеевич | 24.03.1945 | пехота       | второй номер пулемётного расчёта 125-го стрелкового полка 6-й стрелковой дивизии 7-й гвардейской армии 2-го Украинского фронта | красноармеец                           | 12.07.1912 — 13.06.1984        | [ БС 19 ] [ ГС 64 ] [ НЛ 58 ]   |
| 530   | Милова́тский Василий Григорьевич | 31.03.1943 | морской флот | командир роты 322-го батальона морской пехоты 255-й бригады морской пехоты 56-й армии Закавказского фронта | лейтенант                              | 24.04.1912 — 27.10.1987        | [ БС 19 ] [ ГС 65 ] [ НЛ 59 ]   |
| 531   | Милови́дов Вадим Сергеевич | 24.03.1945 | танкист      | радист танкового батальона 21-й гвардейской танковой бригады 5-го гвардейского танкового корпуса 6-й танковой армии 2-го Украинского фронта | сержант                                | 20.03.1926 — 01.12.2001        | [ БС 20 ] [ ГС 66 ] [ НЛ 60 ]   |
| 532   | Мильдзи́хов Хаджимурза Заурбекович осет. Милдзыхты Зауырбеджы фырт Хадзымырза                                                               | 16.03.1942 | пехота       | командир отделения 177-й отдельной разведывательной роты 163-й стрелковой дивизии 34-й армии Северо-Западного фронта | старший сержант                        | 01.01.1919 — 15.05.1998        | [ БС 1 ] [ ГС 67 ] [ НЛ 61 ]    |
| 533   | Мильке Эрих нем. Mielke Erich Fritz Emil                                                                                                   | 25.12.1987 | Штази        | министр государственной безопасности Германской Демократической Республики | генерал армии                          | 28.12.1907 — 21.05.2000        | ——                              |
| 534   | Ми́льнер Рафаил Исаевич | 15.01.1944 | комиссар     | заместитель по политической части командира 32-го гвардейского стрелкового полка 12-й гвардейской стрелковой дивизии 61-й армии Центрального фронта | гвардии подполковник                   | 20.12.1910 — 04.07.1979        | [ БС 1 ] [ ГС 69 ] [ НЛ 62 ]    |
| 535   | Ми́льченко Семён Калинович укр. Мільченко Семен Калинович                                                                                   | 16.10.1943 | пехота       | командир роты 203-го гвардейского стрелкового полка 70-й гвардейской стрелковой дивизии 13-й армии Центрального фронта | гвардии старший лейтенант              | 18.08.1921 — 12.11.1966        | [ БС 1 ] [ ГС 70 ] [ НЛ 63 ]    |
| 536   | Милюко́в Александр Иванович | 27.06.1945 | танкист      | командир танковой роты 53-й гвардейской танковой бригады 6-го гвардейского танкового корпуса 3-й гвардейской танковой армии 1-го Украинского фронта | гвардии младший лейтенант              | 19.03.1923 — 28.02.1992        | [ БС 1 ] [ ГС 71 ] [ НЛ 64 ]    |
| 537   | Милюко́в Владимир Александрович | 15.05.1946 | авиация      | командир звена 59-го гвардейского штурмового авиационного полка 2-й гвардейской штурмовой авиационной дивизии 16-й воздушной армии 1-го Белорусского фронта | гвардии старший лейтенант              | 16.03.1923 — 07.05.1980        | [ БС 1 ] [ ГС 72 ] [ НЛ 65 ]    |
| 538   | Милю́тин Андрей Степанович бел. Мілюцін Андрэй Сцяпанавіч                                                                                   | 15.05.1946 | пехота       | командир пулемётного взвода 1409-го зенитного артиллерийского полка 38-й зенитной артиллерийской дивизии РГК в составе 2-го Украинского фронта | старший сержант                        | 15.02.1924 — 12.07.1985        | [ БС 1 ] [ ГС 73 ] [ НЛ 66 ]    |
| 539   | Мин Александр Павлович кор. 알렉산드르 민                                                                                                  | 24.03.1945 | пехота       | командир батальона 605-го стрелкового полка 132-й стрелковой дивизии 47-й армии 1-го Белорусского фронта | капитан                                | 11.12.1915 — 09.07.1944        | [ БС 21 ] [ ГС 74 ] [ НЛ 67 ]   |
| 540   | Мина́ев Николай Гаврилович | 24.03.1945 | артиллерия   | командир дивизиона 349-го артиллерийского полка 119-й стрелковой дивизии 4-й ударной армии 1-го Прибалтийского фронта | майор                                  | 1915 — 09.10.1944              | [ БС 22 ] [ ГС 75 ] [ НЛ 68 ]   |
| 541   | Мина́енко Иван Алексеевич | 17.10.1943 | пехота       | автоматчик 241-го гвардейского стрелкового полка 75-й гвардейской стрелковой дивизии 60-й армии Центрального фронта | гвардии младший сержант                | 1923 — 07.10.1943              | [ БС 22 ] [ ГС 76 ] [ НЛ 69 ]   |
| 542   | Минако́в Василий Иванович | 05.11.1944 | авиация      | командир звена 5-го гвардейского минно-торпедного авиационного полка 2-й гвардейской минно-торпедной авиационной дивизии ВВС Черноморского флота | гвардии старший лейтенант              | 07.02.1921 — 08.10.2016        | [ БС 22 ] [ ГС 77 ] [ НЛ 70 ]   |
| 543   | Минако́в Иван Фёдорович | 17.10.1943 | пехота       | командир отделения автоматчиков 574-го стрелкового полка 121-й стрелковой дивизии 60-й армии Воронежского фронта | младший сержант                        | 1921 — 14.10.1943              | [ БС 22 ] [ ГС 78 ] [ НЛ 71 ]   |
| 544   | Минба́ев Набиджан узб. Mingboyev Nabijon | 24.03.1945 | пехота       | командир отделения 1261-го стрелкового полка 381-й стрелковой дивизии 21-й армии Ленинградского фронта | младший сержант                        | 12.02.1918 — 03.03.1999        | [ БС 22 ] [ ГС 79 ] [ НЛ 72 ]   |
| 545   | Мине́ев Дмитрий Михайлович | 23.02.1945 | авиация      | заместитель командира эскадрильи 175-го штурмового авиационного полка 305-й штурмовой авиационной дивизии 14-й воздушной армии 3-го Прибалтийского фронта | старший лейтенант                      | 24.10.1916 — 21.01.1954        | [ БС 22 ] [ ГС 80 ] [ НЛ 73 ]   |
| 546   | Мине́нко Леонид Иванович укр. Миненко Леонід Іванович                                                                                       | 01.05.1957 | авиация      | лётчик-испытатель Горьковского авиационного завода | подполковник                           | 17.03.1923 — 10.10.2007        | ——                              |
| 547   | Миненко́в Василий Семёнович | 20.04.1945 | морской флот | автоматчик роты автоматчиков 384-го отдельного батальона морской пехоты Одесской военно-морской базы Черноморского флота | старший краснофлотец                   | 1921 — 27.03.1944              | [ БС 24 ] [ ГС 82 ] [ НЛ 74 ]   |
| 548   | Миниахме́тов Нурлы Миниахметович тат. Миңнәхмәтов Нурлый Миңнәхмәт улы                                                                      | 15.01.1944 | инженер      | командир отделения 39-го гвардейского отдельного сапёрного батальона 37-й гвардейской стрелковой дивизии 65-й армии Центрального фронта | гвардии младший сержант                | 15.06.1914 — 09.09.1989        | [ БС 24 ] [ ГС 83 ] [ НЛ 75 ]   |
| 549   | Ми́нин Александр Александрович бел. Мінін Аляксандр Аляксандравіч                                                                           | 24.03.1945 | пехота       | разведчик 77-го гвардейского стрелкового полка 26-й гвардейской стрелковой дивизии 11-й гвардейской армии 3-го Белорусского фронта | гвардии красноармеец                   | 28.08.1924 — 06.08.2001        | [ БС 24 ] [ ГС 84 ] [ НЛ 76 ]   |
| 550   | Ми́нин Фёдор Иванович укр. Мінін Федір Іванович                                                                                             | 29.06.1945 | танкист      | командир бронетранспортёра 2-й гвардейской механизированной бригады 1-го гвардейского механизированного корпуса 4-й гвардейской армии 3-го Украинского фронта | гвардии старшина                       | 15.10.1917 — 18.01.1952        | [ БС 24 ] [ ГС 85 ] [ НЛ 77 ]   |
| 551   | Ми́нин Яков Киреевич бел. Мінін Якаў Кірэевіч                                                                                               | 04.02.1944 | авиация      | старший лётчик 667-го штурмового авиационного полка 292-й штурмовой авиационной дивизии 1-го штурмового авиационного корпуса 5-й воздушной армии Степного фронта | младший лейтенант                      | 22.04.1922 — 15.06.1985        | [ БС 24 ] [ ГС 86 ] [ НЛ 78 ]   |
| 552   | Минке́вич Франц Адольфович бел. Мінкевіч Франц Адольфавіч                                                                                   | 29.03.1942 | авиация      | штурман 750-го дальнебомбардировочного авиационного полка Дальнебомбардировочной авиации | майор                                  | 01.08.1904 — 17.01.1988        | [ БС 24 ] [ ГС 87 ] [ НЛ 79 ]   |
| 553   | Минниба́ев Гумер Хазинурович баш. Миңлебаев Ғүмәр Хажинур улы                                                                               | 23.02.1945 | авиация      | заместитель командира эскадрильи 947-го штурмового авиационного полка 289-й штурмовой авиационной дивизии 7-го штурмового авиационного корпуса 14-й воздушной армии 3-го Прибалтийского фронта                                                                                                | старший лейтенант                      | 22.10.1923 — 19.11.1999        | [ БС 24 ] [ ГС 88 ] [ НЛ 80 ]   |
| 554   | Миннигу́лов Тафтизан Тагирович (Миндигулов Тафтизан Тагирович) баш. Миңлеғолов Тәфтизән Таһир улы                                           | 15.01.1944 | артиллерия   | командир расчёта миномёта миномётной батареи 62-го гвардейского кавалерийского полка 16-й гвардейской кавалерийской дивизии 7-го гвардейского кавалерийского корпуса 61-й армии Центрального фронта                                                                                           | гвардии сержант                        | 29.05.1922 — 29.09.1943        | [ БС 22 ] [ ГС 89 ] [ НЛ 81 ]   |
| 555   | Минчу́гов Дмитрий Михайлович | 24.07.1943 | авиация      | командир эскадрильи 5-го гвардейского минно-торпедного авиационного полка 63-й авиационной бригады ВВС Черноморского флота | гвардии майор                          | 08.11.1911 — 14.05.1943        | [ БС 25 ] [ ГС 90 ] [ НЛ 82 ]   |
| 556   | Мио́ков Николай Дмитриевич укр. Міоков Микола Дмитрович                                                                                     | 27.06.1945 | авиация      | командир эскадрильи 91-го истребительного авиационного полка 256-й истребительной авиационной дивизии 5-го истребительного авиационного корпуса 2-й воздушной армии 1-го Украинского фронта                                                                                                   | майор                                  | 03.08.1916 — 25.11.1987        | [ БС 26 ] [ ГС 91 ] [ НЛ 83 ]   |
| 557   | Мирвода́ Семён Никифорович укр. Мирвода Семен Никифорович                                                                                   | 17.05.1944 | танкист      | командир 51-й танковой бригады 3-го танкового корпуса 2-й танковой армии 2-го Украинского фронта | полковник                              | 26.02.1906 — 06.08.1944        | [ БС 26 ] [ ГС 92 ] [ НЛ 84 ]   |
| 558   | Миренко́в Иван Степанович | 15.05.1946 | танкист      | командир взвода танков Т-34 240-го танкового полка 16-й механизированной бригады 7-го механизированного корпуса 2-го Украинского фронта | младший лейтенант                      | 05.06.1924 — 28.09.2010        | [ БС 26 ] [ ГС 93 ] [ НЛ 85 ]   |
| 559   | Мирза́ев Тохтасин тадж. Мирзоев Тӯхтасин | 20.12.1943 | десантники   | стрелок 30-го гвардейского воздушно-десантного полка 10-й гвардейской воздушно-десантной дивизии 37-й армии Степного фронта | гвардии красноармеец                   | 1913 — 1943 (пропал без вести) | [ БС 26 ] [ ГС 94 ] [ НЛ 86 ]   |
| 560   | Мирзо́ев Бахаддин Шахвелед оглы (Мирзоев Бахятдин Шахвелетдин оглы, Мирзоев Бахяддин Шахведдин оглы) азерб. Mirzəyev Bahəddin Şahvələd oğlu | 24.03.1945 | артиллерия   | командир батареи 1054-го артиллерийского полка 416-й стрелковой дивизии 5-й ударной армии 1-го Белорусского фронта | старший лейтенант                      | 31.12.1914 — 15.04.1987        | [ БС 26 ] [ ГС 95 ] [ НЛ 87 ]   |
| 561   | Мирко́вский Евгений Иванович бел. Міркоўскі Яўген Іванавіч                                                                                  | 05.11.1944 | нквд         | активный участник партизанской борьбы на Украине, командир партизанского отряда имени Ф. Э. Дзержинского | полковник государственной безопасности | 31.01.1904 — 10.08.1992        | ——                              |
| 562   | Миро́вич Анатолий Иванович укр. Мирович Анатолій Іванович                                                                                   | 29.06.1945 | авиация      | заместитель командира эскадрильи 98-го гвардейского отдельного авиационного полка дальних разведчиков Резерва Главного Командования ВВС Красной Армии | гвардии капитан                        | 19.06.1914 — 20.03.1976        | [ БС 28 ] [ ГС 97 ] [ НЛ 88 ]   |
| 563   | Миролю́бов Василий Алексеевич | 03.06.1944 | пехота       | разведчик 487-й отдельной разведывательной роты 218-й стрелковой дивизии 47-й армии Воронежского фронта | красноармеец                           | 18.04.1918 — 17.10.1943        | [ БС 28 ] [ ГС 98 ] [ НЛ 89 ]   |
| 564   | Миролю́бов Юрий Николаевич | 05.05.1988 | ГРУ          | старший водитель бронетранспортёра 667-го отдельного отряда специального назначения 15-й отдельной бригады специального назначения Главного разведывательного управления Генерального штаба Вооружённых сил СССР в составе 40-й армии ограниченного контингента советских войск в Афганистане | сержант                                | 08.05.1967 — 2000              | ——                              |
| 565   | Миро́ненко Александр Алексеевич укр. Мироненко Олександр Олексійович                                                                        | 22.07.1944 | авиация      | командир 13-го истребительного авиационного полка 9-й штурмовой авиационной дивизии ВВС Балтийского флота | майор                                  | 19.04.1918 — 17.07.1999        | [ БС 28 ] [ ГС 100 ] [ НЛ 90 ]  |
| 566   | Миро́ненко Александр Григорьевич | 28.04.1980 | десантники   | заместитель командира взвода разведывательной роты 317-го гвардейского парашютно-десантного полка 103-й гвардейской воздушно-десантной дивизии 40-й армии ограниченного контингента советских войск в Афганистане                                                                             | гвардии старший сержант                | 20.10.1959 — 29.02.1980        | ——                              |
| 567   | Миро́ненко Алексей Николаевич укр. Мироненко Олексій Миколайович                                                                            | 18.08.1945 | авиация      | командир звена 118-го гвардейского штурмового авиационного полка 225-й штурмовой авиационной дивизии 15-й воздушной армии 2-го Прибалтийского фронта | гвардии старший лейтенант              | 01.08.1923 — 25.08.1959        | [ БС 28 ] [ ГС 102 ] [ НЛ 91 ]  |
| 568   | Миро́ненко Виктор Арсентьевич укр. Мироненко Віктор Арсентійович                                                                            | 03.06.1944 | артиллерия   | командир 461-го артиллерийского дивизиона 1-й механизированной бригады 3-го механизированного корпуса 1-й танковой армии Воронежского фронта | капитан                                | 11.10.1919 — 07.07.1943        | [ БС 28 ] [ ГС 103 ] [ НЛ 92 ]  |
| 569   | Миро́ненко Иосиф Акимович | 17.10.1943 | артиллерия   | помощник командира взвода противотанковых ружей 605-го стрелкового полка 132-й стрелковой дивизии 60-й армии Центрального фронта | старшина                               | 1913 — 09.01.1944              | [ БС 28 ] [ ГС 104 ] [ НЛ 93 ]  |
| 570   | Миро́нов Александр Ильич | 23.02.1945 | авиация      | заместитель командира эскадрильи 826-го штурмового авиационного полка 335-й штурмовой авиационной дивизии 3-й воздушной армии 1-го Прибалтийского фронта | старший лейтенант                      | 07.09.1921 — 15.12.2009        | [ БС 30 ] [ ГС 105 ] [ НЛ 94 ]  |
| 571   | Миро́нов Алексей Афанасьевич якут. Миронов Алексей Афанасьевич                                                                              | 05.05.1990 | пехота       | снайпер 247-го гвардейского стрелкового полка 84-й гвардейской стрелковой дивизии 16-й армии Западного фронта | гвардии сержант                        | 11.04.1912 — 30.03.1945        | [ БС 31 ] [ ГС 106 ] [ НЛ 95 ]  |
| 572   | Миро́нов Алексей Николаевич | 18.08.1945 | авиация      | заместитель командира эскадрильи 250-го гвардейского бомбардировочного авиационного полка 14-й гвардейской бомбардировочной авиационной дивизии 4-го гвардейского бомбардировочного авиационного корпуса 18-й воздушной армии                                                                 | гвардии капитан                        | 12.03.1919 — 19.12.1969        | [ БС 32 ] [ ГС 107 ] [ НЛ 96 ]  |
| 573   | Миро́нов Валентин Акимович | 16.05.1944 | пехота       | командир пулемётного взвода 1376-го стрелкового полка 417-й стрелковой дивизии 51-й армии 4-го Украинского фронта | младший лейтенант                      | 28.10.1923 — 10.12.1989        | [ БС 32 ] [ ГС 108 ] [ НЛ 97 ]  |
| 574   | Миро́нов Василий Григорьевич | 27.02.1945 | пехота       | командир пулемётной роты 240-го стрелкового полка 117-й стрелковой дивизии 69-й армии 1-го Белорусского фронта | капитан                                | 05.01.1919 — 09.03.2001        | [ БС 32 ] [ ГС 109 ] [ НЛ 98 ]  |
| 575   | Миро́нов Вениамин Борисович | 31.05.1945 | артиллерия   | командир 347-го гвардейского тяжёлого самоходного артиллерийского полка 1-го механизированного корпуса 2-й гвардейской танковой армии 1-го Белорусского фронта | гвардии подполковник                   | 29.12.1912 — 20.08.1980        | [ БС 32 ] [ ГС 110 ] [ НЛ 99 ]  |
| 576   | Миро́нов Виктор Петрович | 06.06.1942 | авиация      | командир звена 145-го истребительного авиационного полка 1-й смешанной авиационной дивизии 14-й армии Карельского фронта | лейтенант                              | 29.09.1918 — 16.02.1943        | [ БС 32 ] [ ГС 111 ] [ НЛ 100 ] |
| 577   | Миро́нов Владимир Петрович | 19.04.1945 | пехота       | пулемётчик 1344-го стрелкового полка 319-й стрелковой дивизии 43-й армии 3-го Белорусского фронта | красноармеец                           | 07.11.1925 — 08.07.1977        | [ БС 32 ] [ ГС 112 ] [ НЛ 101 ] |
| 578   | Миро́нов Григорий Григорьевич | 24.03.1945 | комиссар     | комсорг батальона 156-го гвардейского стрелкового полка 51-й гвардейской стрелковой дивизии 6-й гвардейской армии 1-го Прибалтийского фронта | гвардии старший сержант                | 08.02.1922 — 21.03.1995        | [ БС 32 ] [ ГС 113 ] [ НЛ 102 ] |
| 579   | Миро́нов Леонид Сергеевич | 14.09.1945 | морской флот | командир фрегата «ЭК-2» 1-й бригады сторожевых кораблей Тихоокеанского флота | капитан-лейтенант                      | 16.06.1915 — 10.10.1991        | [ БС 33 ] [ ГС 114 ] [ НЛ 103 ] |

| Навигационная таблица | Навигационная таблица              |
| --------------------- | ---------------------------------- |
| «М»                   | Магерамов Мелик — Малка Иван       |
| «М»                   | Малков Георгий — Марков Александр  |
| «М»                   | Марков Алексей — Матросов Алексей  |
| «М»                   | Матросов Вадим — Мельнов Иван      |
| «М»                   | Меляков Василий — Миронов Леонид   |
| «М»                   | Миронов Михаил — Могильчак Иван    |
| «М»                   | Модин Борис — Москалёв Николай     |
| «М»                   | Москаленко Георгий — Мячин Василий |